# FXX (テレビ局)
FXXは、アメリカのFXネットワーク（ディズニー・エンターテインメント）傘下の有料テレビ局。

## 概要
ネットワークの作成は、NBCネットワークが10月にリーグとの放送契約を獲得した。
2013年1月にチャンネルによって送信される主要なスポーツであったため、FXの姉妹サービスとして機能する一般的なエンターテイメントチャンネルに置き換えられることが発表された。
フォックス・エンターテインメント・グループは、2013年3月28日にFox Soccerの交換とFXXへの転換を正式に発表し、発売は2013年9月2日に予定されており、米国で確立された範囲の組み合わせた。